# Катеринославське намісництво
Катериносла́вське намі́сництво (рос. Екатеринославское наместничество) — адміністративно-територіальна одиниця в Російській імперії в 1783–1796 роках. Адміністративний центр — Кременчук (до 1789) і Катеринослав (після 1789). Створене 26 березня 1783 року на основі Новоросійської і Азовської губерній. Складалося з 15 повітів. 31 грудня 1796 року перетворене на Новоросійську губернію.

## Історія
Утворене 1783 року об'єднанням Новоросійської і західної частини Азовської губерній.
Спочатку мало у своєму складі Олександрійський, Ольвіопольський, Єлисаветградський (в 1795 році відійшли до Вознесенського намісництва), Олексопольський, Бахмутський, Донецький, Катеринославський, Костянтиноградський, Кременчуцький, Маріупольський, Новомосковський, Павлоградський, Полтавський, Слов'янський, Херсонський повіти.
Офіційний російський документ свідчить про населення намісництва 1784 року: «більшу частину жителів… складають малоросіяни, а після них великоросіяни, греки, серби, вірмени, грузини, волохи, молдавани, меноніти-колоністи, євреї, мала частина калмиків, які кочують у степах, що прилягають до Азовського моря зі східної його сторони. Кількість всіх взагалі жителів нараховує 419 442 чоловічої статі душ, включаючи і дворянство. Головна віра грецька і католицька, але з огляду на різного роду поселених тут людей терпимі й інші віросповідання.»
1789 року до Катеринославського намісництва було приєднано Градизький повіт Київського намісництва, а в січні 1792 року — землі Єдисану між Південним Бугом і Дністром, що відійшли до Російської імперії за Ясським миром 1791 року.
13 червня 1795 року три повіти передано новоствореному Вознесенському намісництву, а саме Єлисаветградський, Новомиргородський та Херсонський.
За новим розділом у ході адміністративно-територіальних реформ Павла I від 12 грудня 1796 намістництво ліквідується і тут утворюється Новоросійська губернія.

## Повіти

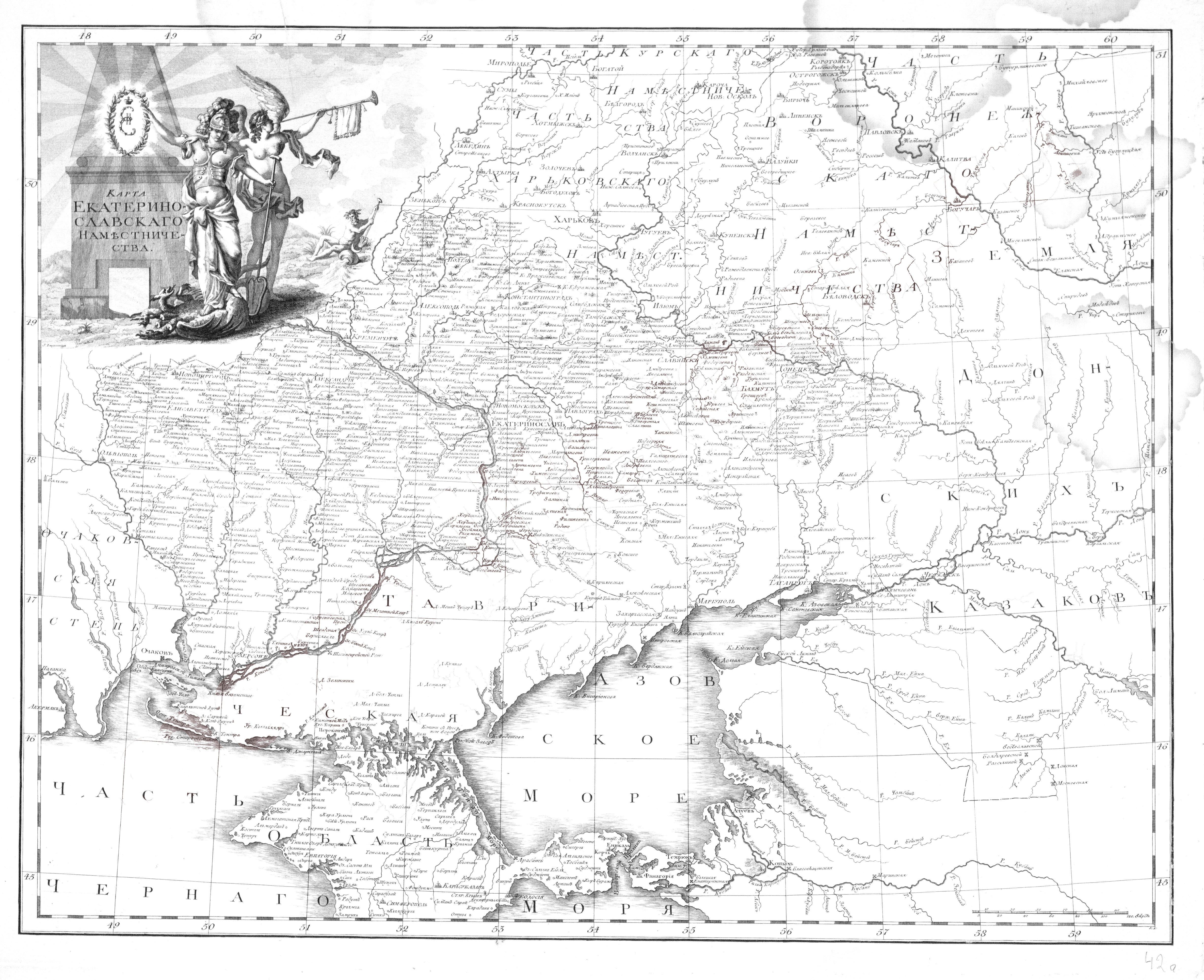
Східна частина Катеринославського намісництва

Землі, захоплені у Османської імперії й приєднані до Катеринославського намісництва.

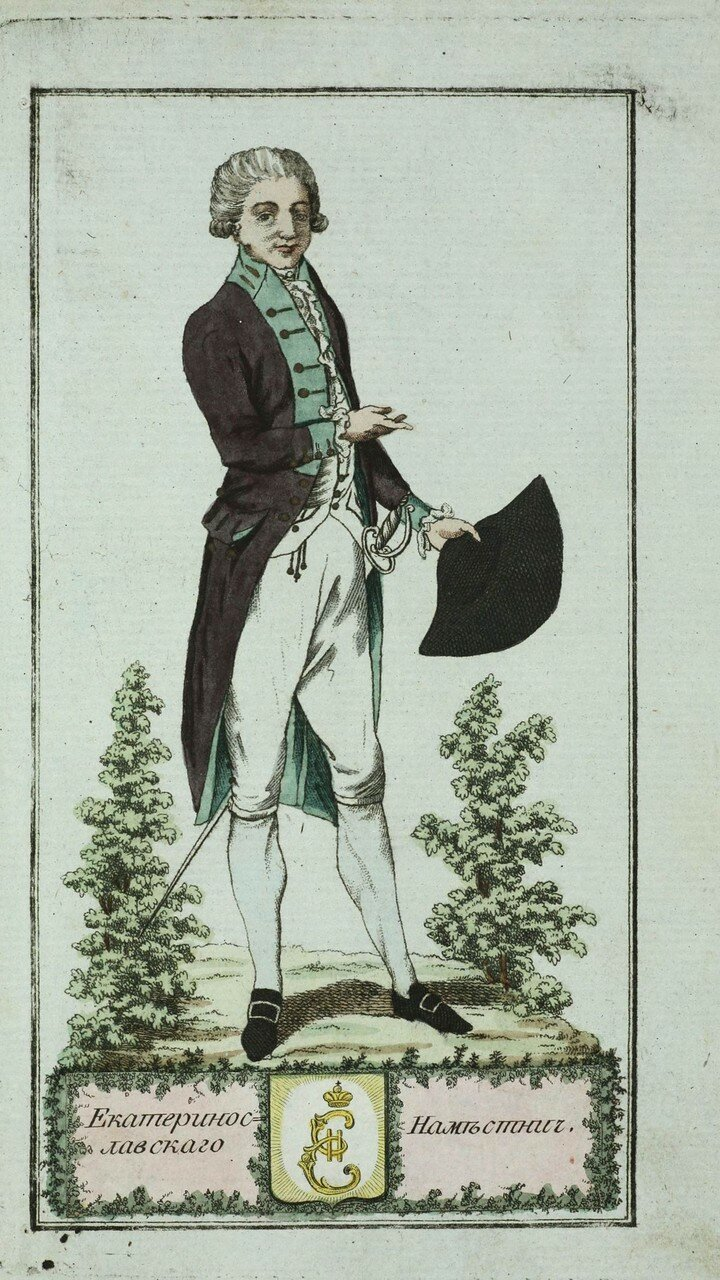
Мундир чиновника Катеринославського намісництва, 1794

1. Бахмутський повіт, з 1784, 1796 до Новоросійської губернії
2. Донецький повіт, з 1784, 1796 до Новоросійської губернії
3. Єлисаветградський повіт, з 1784, у 1795 до Вознесенського намісництва
4. Катеринославський повіт, з 1784, 1796 до Новоросійської губернії
5. Костянтинський повіт, з 1784 (згодом перейменований на Костянтиноградський повіт)
6. Кременчуцький повіт, з 1784, 1796 до Новоросійської губернії
7. Маріупольський повіт, з 1784, 1796 до Новоросійської губернії
8. Новомосковський повіт, з 1784, 1796 до Новоросійської губернії
9. Олександрійський повіт, з 1784, у 1795 до Вознесенського намісництва
10. Олексопольський повіт, з 1784, 1796 до Новоросійської губернії
11. Ольвіопольський повіт, з 1784, переіменовується на Новомиргородський повіт
12. Павлоградський повіт, з 1784, 1796 до Новоросійської губернії
13. Полтавський повіт, з 1784, 1796 до Малоросійської губернії
14. Словенський повіт з 1784, 1797 до Слобідсько-Української губернії
15. Слов'янський повіт, з 1784, 1796 до Новоросійської губернії
16. Херсонський повіт, з 1784, у 1795 році до Вознесенського намісництва
17. Градизький повіт, у 1789 р. з Київського намісництва
18. Новомиргородський повіт, у 1795 році до Вознесенського намісництва

## Губернатори

### Генерал-губернатори
- 1783—1791 — Потьомкін Григорій Олександрович
- 1793—1796 — Зубов Платон Олександрович

### Намісники
- 1783—1789 — Синельников Іван Максимович
- 1789—1794 — Каховський Василь Васильович
- 1795—1796 — Хорват Йосип Іванович

## Карти

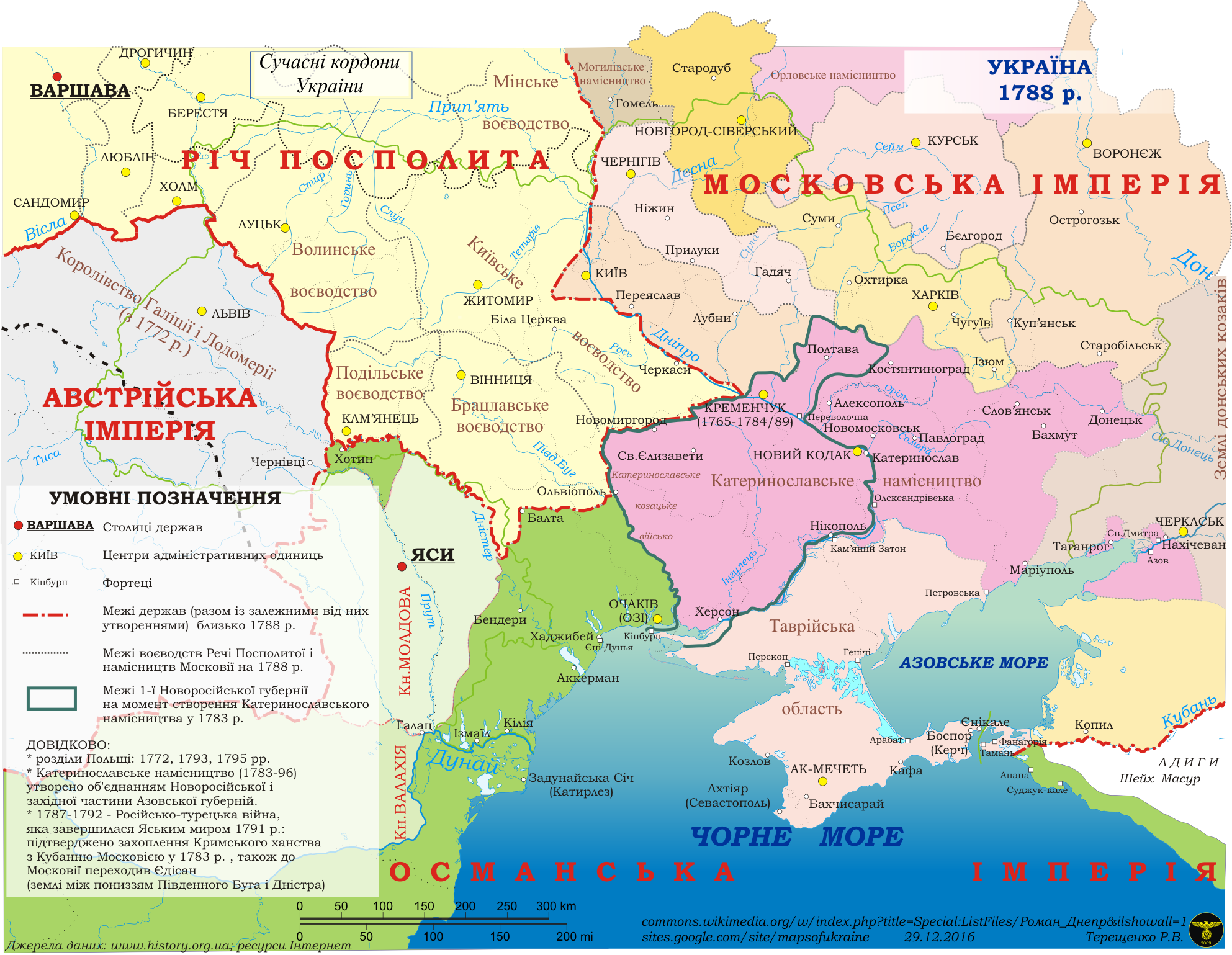
Землі України у 1788 р. Катеринославське намісництво
Російський атлас 1792
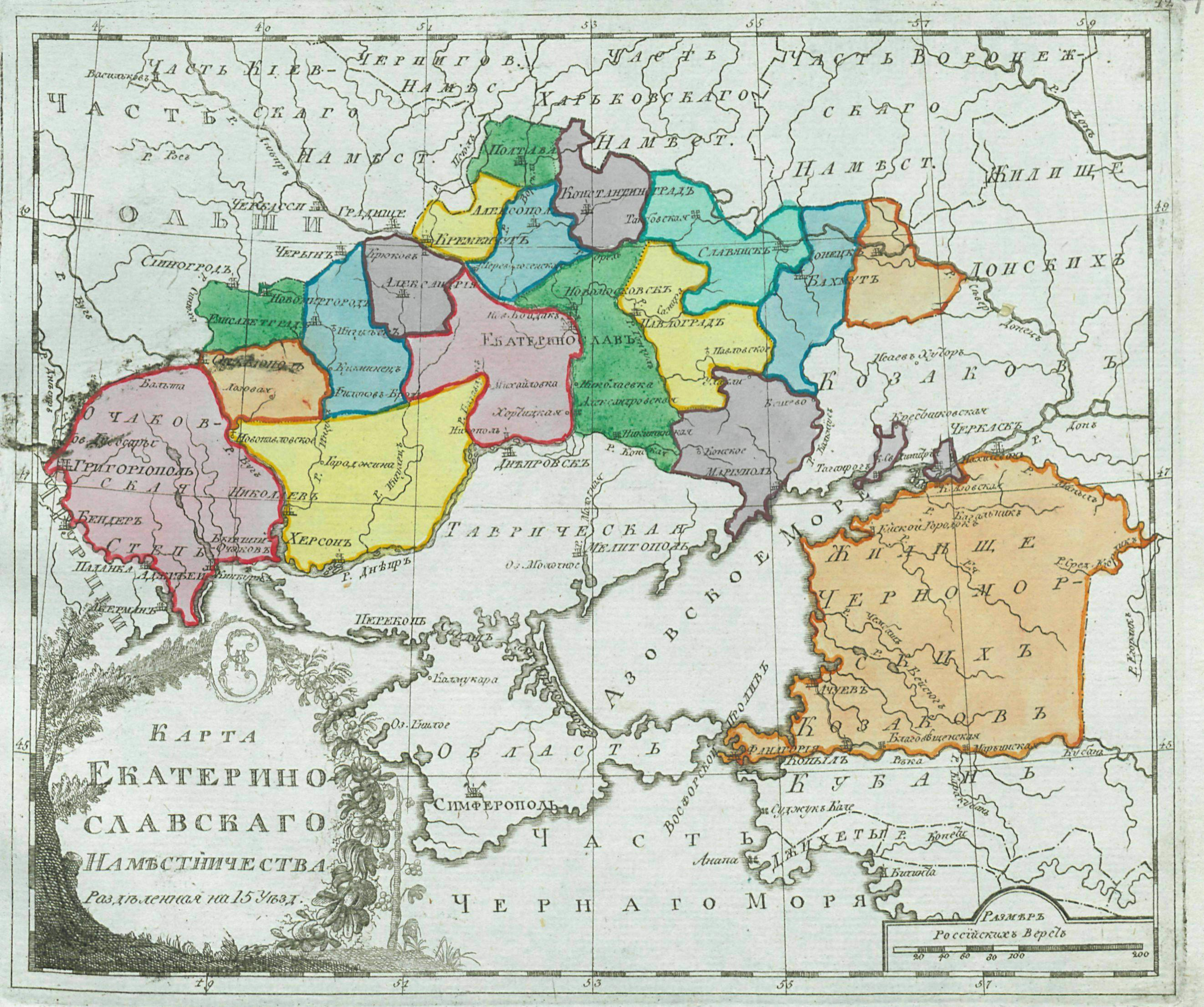
Атлас Російської імперії 1792
Атлас Російської імперії 1796